# Twin Bridges
Twin Bridges – miasto w Stanach Zjednoczonych, w stanie Montana, w hrabstwie Madison.